# 賀訥
賀 訥（が とつ、生没年不詳）は、北魏の外戚。献明賀皇后の兄。賀蘭部の出身。本貫は代郡。

## 経歴
賀野干の子として生まれた。376年（建国39年）、拓跋什翼犍が死去すると、献明皇后が拓跋珪や拓跋儀・拓跋觚らを連れて、賀蘭部を頼ってきた。拓跋珪が独孤部のもとに帰ると、賀訥は東部大人となり、大寧に移転して、多くの人々を帰順させ、劉庫仁に従った。前秦の苻堅から仮の鷹揚将軍の号を受けた。
385年、劉顕が拓跋珪の暗殺を謀ったが、事前に漏れて拓跋珪は賀蘭部に避難した。賀訥は拓跋珪を迎えて支持を表明し、反発する弟の賀染干を抑えた。386年（登国元年）、人々とともに拓跋珪に王位に登るよう勧進し、拓跋珪は牛川で代王の位に登った。
389年（登国4年）、拓跋珪が吐突隣部を討つと、賀訥の兄弟は拓跋珪にそむいて、吐突隣部の救援に向かった。拓跋珪は賀訥兄弟を撃破し、賀訥は西に逃れた。390年（登国5年）、劉衛辰の子の劉直力鞮が賀訥を攻撃してきた。賀訥が拓跋珪に降伏を申し出ると、拓跋珪は騎兵を率いて賀訥を救援した。賀訥の部落と弟たちは居住地を東の境に移した。賀訥はまた拓跋珪から離れて、後燕の慕容垂に通じ、帰善王とされた。賀訥の弟の賀染干は賀訥を殺して賀蘭部を掌握しようと図り、そのため賀訥は弟と攻撃しあうようになった。391年（登国6年）、慕容垂は子の慕容麟に賀蘭部を討たせると、慕容麟は賀染干を牛川で破り、賀訥を赤城で撃破した。拓跋珪が賀訥を救援したため、慕容麟は撤退した。賀訥は拓跋珪の河北平定に協力し、安遠将軍の号を受けた。
以後、元舅として北魏の朝廷で尊重されたが、兵を率いることはなかった。家で寿命を全うした。

## 伝記資料
- 『魏書』巻83上 列伝第71上
- 『北史』巻80 列伝第68